# Río Villanueva
El Río Villanueva es un río del término municipal de Cambil, provincia de Jaén. Este río se fusiona con el Río Oviedo dando lugar al Río Cambil, y además abastece al pueblo de agua potable. Nace en pleno parque natural de Sierra Mágina y transcurre paralelo al pueblo, en muchos casos dificultando su expansión hacia el oeste.
- Datos: Q5641151